# La Mazamorra
La Mazamorra är en ort i Mexiko.   Den ligger i kommunen Pinos och delstaten Zacatecas, i den centrala delen av landet, 400 km nordväst om huvudstaden Mexico City. La Mazamorra ligger 2 262 meter över havet och antalet invånare är 170.
Terrängen runt La Mazamorra är kuperad söderut, men norrut är den platt. Runt La Mazamorra är det ganska glesbefolkat, med 21 invånare per kvadratkilometer. Närmaste större samhälle är Pinos, 13,1 km sydväst om La Mazamorra. Omgivningarna runt La Mazamorra är i huvudsak ett öppet busklandskap.